# Idioma omagua
El omagua (autoglotónimo: umawa kumɪsa) u omagüino es una lengua indígena de la selva amazónica peruana perteneciente a la familia de las lenguas tupíes, del subgrupo tupí-guaraní. Fue ampliamente estudiado por el filólogo Lucas Espinosa. 
De acuerdo a la Base de Datos de Pueblos Indígenas u Originarios, el nombre del pueblo omagua proviene de la palabra umawa, que en la lengua originaria se compone de dos términos: umi (‘mirar, ver, escuchar, espiar, acechar’) y awa (‘gente’). Entonces Umawa significa literalmente ‘gente que mira, observa, espía, escucha o acecha’. Tradicionalmente, ha sido conocida también como omagua-yeté, ariana, pariana, anapia, macanipa, yhuata, umaua, cambeba, campeba y omagüino, aunque hoy los propios hablantes prefieren llamarla Omagua. Actualmente, se considera una lengua en peligro de extinción.

## Proceso de revitalización de la lengua

#### Diccionario del idioma omagua
En agosto de 2011, un equipo de investigadores de la Universidad de California (Berkeley), lanzó la primera versión de un diccionario de la lengua omagua. El proyecto de documentación, que contiene alrededor de 1,300 palabras; empezó en 2009, con varios textos escritos en idioma omagua por un hombre de edad que vive en San Joaquín de Omaguas, río Amazonas.

#### Congreso de normalización del alfabeto
En abril del 2019 la Dirección General de Educación Intercultural Bilingüe y Rural en coordinación con la Dirección Regional de Educación de Loreto, la Unidad de Gestión Educativa de Loreto-Nauta y representantes de la Dirección Desconcertada de Cultura de Loreto y Lima realizaron un taller que contó con la participación de docentes, autoridades y descendientes omaguas del centro poblado San Joaquín de Omaguas para consensuar el alfabeto que representaría al idioma en el cual se acordó que contendrá 17 letras, 5 vocales y 12 consonantes.
Edinson Huamancayo Curi, especialista de la DIGEIBI, recordó que la población de Omagua estuvo entre la frontera de Perú y Brasil en el siglo XII, pero por los conflictos y ocupaciones de los portugueses empezaron a migrar al interior de Perú. Con el tiempo pasaron por Caballocha, Pebas, Amazonas e Iquitos hasta llegar a San Joaquín de omagua, Nauta.
El alcalde del centro poblado, Andy Willy García Shuña, consideró que esta es una oportunidad para recuperar “la identidad del pueblo de San Joaquin”. Para ello trabajarán en paisajes de la lengua, es decir, colocar avisos en su lengua en varios sectores y casas de la comunidad. También elaborarán un plan para que el colegio básico regular sea bilingüe y se enseñe el alfabeto Omagua. “No vamos a permitir que esto desaparezca” puntualizó.
A los asistentes al taller se les informó que poseen derechos lingüísticos, como a hablar en espacios públicos y privados, derechos a un intérprete y de no ser así deben reconocer que se están vulnerando sus derechos.

#### Reconocimiento legal del alfabeto
El 25 de febrero del 2020 el Ministerio de Educación del Perú reconoció oficialmente el alfabeto Omagua (RM 112-2020-MINEDU) junto al de las lenguas Munichi (RM 111-2020-MINEDU) y Taushiro (RM 112-2020-MINEDU).

#### Lanzamiento de la App educativaWawankira[10]
El viernes 4 de diciembre de 2020 fue el lanzamiento oficial de la App Wawankira (niñito), en la localidad de San Joaquín de Omaguas, que fue creada por la empresa Invéntalo y la Facultad de Ingeniería de Sistemas e Informática (FISI) de la Universidad Nacional de la Amazonía Peruana (UNAP), con el apoyo del Gobierno Regional de Loreto y la Municipalidad del centro poblado menor San Joaquín de Omaguas.  
Actualmente, la lengua omagua viene pasando por un momento muy crítico, hasta antes de la pandemia solo cinco personas la hablaban, actualmente solo quedan tres. Wawankira es un aplicativo para celulares y tabletas (sistema operativo Android) para que niños de tres a cinco años, aprendan a través de imágenes y sonidos los contenidos básicos sobre el alfabeto, los números, la familia, los colores, partes del cuerpo humano, animales, frutas, expresiones básicas de la lengua omagua, etc.